# John W. Campbell (físico)
John William Campbell (17 de febrero de 1889- febrero de 1955) fue un físico canadiense, profesor de matemáticas en la Universidad de Alberta, Y ligado a la Real Sociedad Astronómica de Canadá.

## Semblanza
Campbell nació en Scotch Block, Ontario. Se educó en Kingston, doctorándose en la Universidad de Chicago en 1915 con una tesis sobre el problema de los tres cuerpos. Durante la Primera Guerra Mundial sirvió en un destacamento de artillería.
En 1920 se incorporó al departamento de matemáticas de la Universidad de Alberta, donde pasó el resto de su carrera hasta su retiro en 1954. Fue un miembro activo de la Real Sociedad Astronómica de Canadá, e impartió un curso de astronomía general en la Universidad de Alberta durante más de 30 años.
Falleció en 1955. Sus restos están enterrados en los Westlawn Memorial Gardens de Edmonton, Alberta.

## Reconocimientos
- Elegido miembro de la Royal Society de Canadá.
- Presidió  la Real Sociedad Astronómica de Canadá entre 1947 y 1948.[1]
- El cráter marciano Campbell[3] lleva este nombre en su memoria, honor compartido con el ingeniero y astrónomo estadounidense William Wallace Campbell (1862-1938).